# Pownal (Vermont)
Pownal és una població dels Estats Units a l'estat de Vermont. Segons el cens del 2000 tenia 3.560 habitants.

## Demografia
Segons el cens del 2000, Pownal tenia 3.560 habitants, 1.373 habitatges, i 1.010 famílies. La densitat de població era de 29,5 habitants per km².
Dels 1.373 habitatges en un 34% hi vivien nens de menys de 18 anys, en un 58% hi vivien parelles casades, en un 11,4% dones solteres, i en un 26,4% no eren unitats familiars. En el 19,7% dels habitatges hi vivien persones soles el 6,3% de les quals corresponia a persones de 65 anys o més que vivien soles. El nombre mitjà de persones vivint en cada habitatge era de 2,59 i el nombre mitjà de persones que vivien en cada família era de 2,95.
Per edats la població es repartia de la següent manera: un 25,4% tenia menys de 18 anys, un 7,6% entre 18 i 24, un 28,9% entre 25 i 44, un 27% de 45 a 60 i un 11,1% 65 anys o més.
L'edat mediana era de 38 anys. Per cada 100 dones de 18 o més anys hi havia 96 homes.
La renda mediana per habitatge era de 39.149 $ i la renda mediana per família de 41.006 $. Els homes tenien una renda mediana de 30.753 $ mentre que les dones 24.212 $. La renda per capita de la població era de 17.669 $. Entorn del 8,5% de les famílies i el 9,6% de la població estaven per davall del llindar de pobresa.